# Erich Fried
Erich Fried, avstrijski lirik, prevajalec in  esejist, * 6. maj 1921, Dunaj, Avstrija, † 22. november 1988, Baden-Baden, Nemčija.
Fried je bil v povojnem času glavni zastopnik politične lirike v Nemčiji. Hkrati ga imajo mnogi za pomembnega prevajalca Shakespeara, ki mu je kot prvemu uspelo, besedno igro angleškega dramatika, prenesti v Nemščino. Poleg tega je prevedel med drugimi T. S. Eliota, Dylana Thomasa, Grahama Greeneja, Sylvijo Plath in Johna Syngeja. K temu je Fried napisal roman Vojak in dekle (Ein Soldat und ein Mädchen, 1960) in kratko prozno delo.
Udeležil se je političnih razprav njegovega časa, imel predavanja, se udeležil demonstracij in javno zagovarjal izven parlamentarne opozicije, tako je v konzervativnih in desničarskih krogih dobil oznako kalitelja miru.  Bil je svobodnega duha, ki se ni polaščal določene ideologije. Njegove Ljubezenske pesmi (nem. Liebesgedichte), objavljene leta 1979, so pridobile obsežno publiko.

## Življenje in delo
Erich Fried je kot otrok odraščal v judovski družini na Dunaju. Njegov oče Hugo je bil špediter,  njegova mati Nellie je bila grafična oblikovalka. Že kot petletnik je  nastopal z otroško gledališko skupino na odrih Dunaja. Fried je obiskoval gimnazijo Wasagasse v Alsergrundu. Kmalu po priključitvi Avstrije k Nemčiji, leta 1938 je umrl njegov oče, za posledicam zaslišanja tajne mestne policije (Gestapo). Fried je po tem emigriral preko Belgije v London, kjer je ostal veliko let. Tam je ustanovil skupino za samopomoč mladim emigrantom, ki ji je uspelo v Anglijo pripeljati veliko ogroženih, med drugimi tudi njegovo mamo. Med vojno se je preživljal s priložnostnimi deli kot knjižničar, mlečni kemik, tovarniški delavec, kasneje postane sodelavec v številnih na novo ustanovljenih časopisih, kjer je od leta 1952 do 1968 delal kot politični komentator za radijski oddajnik BBC.
V Londonu se priključi Svobodni nemški kulturni skupnosti (nem. Der Freie Deutsche Kulturbund) in Mladi avstriji (en. Young Austria), pozneje tudi  Komunističnemu združenju mladincev (nem. Der Kommunistische Jugendverband). Tega zapusti že leta 1943, zaradi vse večjih stalinističnih tendenc. 
1944 se je poročil z Marijo Marburg, tik pred rojstvom njegovega sina Hansa. Istega leta izide njegova prva knjiga pesmi, antifasištična lirična zbirka Nemčija (nem. Deutschland), v avstrijskem PEN klubu, ki je imel svojo založbo v eksilu.   
1946 se je z Marijo razide. Ločitev je bila zaključena 1952. Istega leta se poroči z Nano Spencer-Eicher, s katero je imel dva otroka, sina Davida (* 1958) in hčerko Katharino (*1961). Nana leta 1962 zapusti Ericha Frieda, zakon je bil razveljavljen 1965. 1962 se Erich Fried prvič (uradno), od njegovega pobega, vrne na Dunaj. Leta 1963 postane član Skupine 47(nem. Gruppe 47). Poleti 1965 se poroči s Catherino Boswell. Jeseni je prišla na svet njuna hčerka Petra, 1969 dvojčka Klaus in Tom.
Po odločitvi 1968, da zapusti svoje delono mesto pri BBC, je sledilo obdobje okrepljenega pisateljskega in političnega angažmaja, posebno v Nemčiji, ki ga je spremljalo do konca življenja. Na številnih javnih nastopih, velikih političnih prireditevah,  je recitiral svoje pesmi, pogosto v okviru Gibanja 68 (nem. Die 68-er Bewegung. Z nenavadno povezavo med liriko in politiko je predstavljal spremenljivo, kot tudi sporno osebnost. Tako je bil po eni strani priznan in spoštovan pisatelj, ki je 1977 dobil pravico do poučevanja na univerzi v Gießenu. Po drugi strani pa se je Fried moral zaradi svojih izjav dostikrat zagovarjati pred sodiščem. Predsednik berlinske policije ga je prijavil, ker je izjavil v svojem komentarju, v časopisu  Der Spiegel, 7. februarja 1972, da je bila ustrelitev Georga von Raucha preventivni umor. Proces na občinskem sodišču Hamburg, pri katerem je Heinrich Böll, kot izvidenec, izjavil v prid Frieda, se je 24. januarja 1974 zaključil z oprositvijo.
Leta 1979 je Fried presenetil s knjigo Ljubezenske pesmi (nem. Liebesgedichte),  ki je postala velika uspešnica v nemškem povojnem času in s katero je Fried pridobil veliko bralcev. Sledile so zbirke pesmi o ljubezni, upanju in smrti, s pesmimi kot npr. Kar je (nem. Was es ist) ali Ko sem jaz koprnel po tebi (nem. Als ich mich nach dir verzehrte).1982 Friedu ponovno uspe pridobi avstrijsko prebivalstvo hkrati obdrži tudi britansko, ki si ga je pridobil leta 1949.
Erich Fried je umrl 22. novembra 1988 v Baden-Badnu zaradi raka na črevesju. Pokopan je bil na londonskem pokopališču Kensal Green.

## Priznanja in nagrade
- 1972 Priznanje za literaturo
- 1977 Internacionalno založbeno priznanje založnikov (Prix International des Editeurs)
- 1978 Avstrijsko priznanje za literaturo
- 1980 Literarno priznanje mesta Dunaj
- 1983 Literarno priznanje mesta Bremen
- 1985 Zlato odličje za zasluge dežele Dunaja
- 1986 Avstrijsko mestno priznaje za zasluge avstrijske kulture v tujini
- 1986 Medalja Carl-von-Ossietzky
- 1987 Zlata posoda mesta Smederevo (Jugoslavija)
- 1987 Priznanje Georg-Büchner
- 1988 Častni doktor univerze Osnabrück (Področje jezikovne in literarne znanosti)

## Učinek delovanja
Leta 1989 je bila na Dunaju ustanovljena internacionalna skupnost Ericha Frieda za literaturo in jezik, ki od leta 1990 podeljuje nagrado Erich-Fried, ki jo finančno podpira avstrijski urad zveznega kanclerja. Ob spominu na njegovo 20. obletnico smrti so se zvrstile številne prireditve, pri katerih je sodelovala tudi Catherina Fried z branjem iz njene 2008 izdane knjige, o skupnih letih v Londonu, tako na Dunaju, Berlinu, Freiburgu, Aachenu, Recklinghausenu, Bad Bollu in Londonu.

## Dela
- Krvavi petek (nem. Blutiger Freitag, 1929 – Kot 9-letnik proti policijski akciji pri požaru dunjaske sodne palače/julijska revolucija)
- Judova pot (nem. Judas Weg, ca. 1943 – pesmi iz zapuščine: Jesus iz Nazareta kot antipod k Mojzesovemu liku
- Nemčija (nem. Deutschland, 1944)
- Avstrija (nem. Österreich, 1945)
- Tri molitve iz Londona (nem. Drei Gebete aus London, 1945)
- Noč v Londonu (nem. Nacht in London , 1946)
- Pesmi (nem. Gedichte, 1958)
- Vojak in dekle (nem. Ein Soldat und ein Mädchen, 1960 – njegov edini roman)
- Izanagi in Izanami (nem. Izanagi und Izanami, 1960 – radijska igra)
- Ekspidicija (nem. Die Expedition, 1962)
- Kraljestvo kamnov (nem. Reich der Steine, 1963)
- Svarilne pesmi (nem. Warngedichte, 1964)
- Razmišljanja (nem. Überlegungen, 1964)
- Otroci in norci (nem. Kinder und Narren, 1965 – novela)
- In Vietnam in (nem. und Vietnam und, 1966)
- Dokaz z indici (nem. Indizienbeweise, 1966 – radijska igra)
- Skušnjave (nem. Anfechtungen, 1967)
- Vprašanja časa (nem. Zeitfragen, 1968)
- Svoboda od bega (nem. Befreiung von der Flucht, 1968)
- Noge večjih laži (nem. Die Beine der größeren Lügen, 1969)
- Med sosednjimi sovražniki (nem. Unter Nebenfeinden, 1970)
- Svoboda, da lahko odpreš usta (nem. Die Freiheit den Mund aufzumachen, 1972)
- Nove pesmi narave (nem. Neue Naturdichtung, 1972)
- Slišiš, Izrael (nem. Höre, Israel, 1974 – ostra kritika Izraela  in cianizma)
- Protistrup (nem. Gegengifte, 1974)
- Pisani vrveži (nem. Die bunten Getüme, 1977)
- Tako lahko grem med Nemce (nem. So kam ich unter die Deutschen, 1977)
- 100 pesmi brez domovine (nem. 100 Gedichte ohne Vaterland, 1978)
- Ljubezenske pesmi (nem. Liebesgedichte, 1979)
- Življenjske sence (nem. Lebensschatten, 1981)
- Iskati bližino (nem. Das Nahe suchen, 1982)
- Je, kar je (nem. Es ist was es ist, 1983 – domnevno njegovo najbolj znano delo)
- Strah in tolažba. Pripovedi in zgodbe o Judih in nacistih (nem. Angst und Trost. Erzählungen und Gedichte über Juden und Nazis, 1983)
- Vznemirjenja (nem. Beunruhigungen, 1984)
- Za jasnost (nem. Um Klarheit, 1985)
- Od do proti od (nem. Von Bis nach Seit, 1985)
- Od časa do časa tudi smeh (nem. Mitunter sogar Lachen, 1986

## Izdaje
- Je, kar je (nem. Es ist was es ist) Ljubezenske pesmi, pesmi strahu, pesmi jeze. Wagenbach, Berlin 1991,
- Zbirka del v štirih zvezkih, Berlin 1993

## Posamezni namigi
- Dunaj – Literarna hiša Dunaj, Prireditelj: Erich Fried družba , 7. nov. 2008
- Aachen - Knjigarna Schmetz, 11. nov. 2008
- Freiburg - Knjigarna Schwanhäuser, 12. nov. 2008
- Berlin – Knjižnica v Wasserturmu, Prireditelj: Sebastian Haffner inštitut, 14. nov. 2008
- Recklinghausen – Hiša umetnosti Recklinghausen, Prireditelj: Nova literarna družba Recklinghausen, 23. nov. 2008
- Bad Boll – Evangelska akademija Bad Boll, 6. dez. 2008
- London – Avstrijsko veleposlaništvo London, 9. dez. 2008